# 1897年鐵路
此條目列出1897年發生有關鐵路運輸的事件。

## 事件

### 1月
- 1月1日：大都會鐵路延長至弗尼交匯站（英语：Verney Junction railway station）。
- 1月19日：成田線通車。

### 2月
- 2月15日：山陰本線通車。

### 5月
- 5月1日：上信電鐵上信線通車。

### 6月
- 6月30日：津蘆鐵路通車，是北京第一條鐵路。

### 7月
- 7月：《鐵路雜誌（英语：The Railway Magazine）》首次在倫敦出版。
- 7月15日：飯田線通車。
- 7月31日：津榆鐵路與津蘆鐵路接軌，併為關內外鐵路。

### 8月
- 8月23日：渥太華及紐約鐵路（英语：Ottawa and New York Railway）舉行動工儀式[1]。
- 8月28日：西伯利亞鐵路的支線東清鐵路、南滿鐵路開工[2]。

### 9月
- 9月1日：波士頓特雷蒙特街地鐵（英语：Tremont Street Subway）隧道通車。
- 9月1日：粵漢鐵路通車。
- 9月10日：紅毛田假乘降場（今竹北車站）啟用。

### 10月
- 10月3日：芝加哥下城的聯合迴圈高架通車。湖街高架列車由一開始就沿迴圈行走，大都會西側高架列車（英语：Elevated train）在10月11日起使用迴圈，南側高架列車自10月18日起使用迴圈[3]。
- 10月20日：後藤寺線通車。

### 11月
- 11月16日：水郡線通車。